# Битка код Соул Беја
Соул Беј (енгл. Sole Bay, Southwold Bay) залив и сидриште на источној обали Енглеске, у покрајини Сафок на око 120 km северно од ушћа Темзе, где се 7. јуна 1672. године одиграла битка између англо-француске и холандске флоте. Ова битка се још назива и битка у Саутволдском заливу (енгл. Southwold).

## Битка
У Трећем англо-холандском поморском рату вођеном између 1672. и 1674. године Холандија се нашла у веома тешкој ситуацији. У мају 1672. године француска војска је продирала са подручја Рајне, а са мора је претила опасност инвазије од сједињене енглеске и француске флоте. Савезничка флота од 71 линијског брода - 45 енглеских и 26 француских, 16 мањих ратних бродова, 35 транспортних бродова и 24 брандра под командом командом војводе од Јорка била је усидрена почетком јуна у заливу Соул Беј ради укрцавања воде и хране као и припремама за превоз војске од 30000 војника ради напада на Холандију. Јак ветар из правца североистока притсикао је бродове уз обалу и отежавало испловљавање.
Обавештен од извиђачких снага о положају англо-француске флоте, командант холандске флоте адмирал Михил де Ројтер решио је да их нападне изненада чиме би надокнадио бројчану надмоћ протвника. 24. маја холандска флота је испловила, а намесник штатхалтер Холандске републике Вилијам III од Орана испратио ју је испратио уз опаску да ће храброг наградити, а да за кукавицу неће бити опаснијег места од лука у отаџбини.
Михил де Ројтер је искористио је повољан ветар и током ноћи између 6. јуна 7. јуна потпуно неопажено, у близини залива да построји своју флоту у борбену формацију од 61 линијког брода, 14 мањих ратних бродова, два транспортна брода и 36 брандра. Тим су Холанђани добили драгоцену предност да ујутру 7. јуна, без најмањег губитка времена, одмах крену у напад и тако потпуно искористе изненађење у англо-француским редовима.
Добро предвиђен холандски план одвијао се без грешке. Са јутарњим светлом стигла је холандска флота пред залив у широкој формацији тако да је својим нападом могла да обухвати својим нападом све бродове који су се тамо налазили. Прилике су биле веома повољне, јер је већ неколкко дана дувао јак северисточни ветар који је притискао енглеске и француске бродове ка обали, отежавајући им еветуално испловљавање. Холандска флоте је, напротив, имала ветар у смеру свог кретања што је бродовима омогућавало велику брзину.
Изненадна појава холандских бродова који су пуном брзином, потпуно развијених једара, с добрим крменим ветром улазили у залив у поретку врсте с брандерима истуреним напред, изазвала је у савезничкој флоти велику забуну. Команданти су одмах схватили колика им опасност прети. На палубама савезничких бродова је настала општа трка и одмах су били пресечени конопци сидара и највећом брзином почела су да се развијају једра. Но, брзо се показало да им недостаје широк распоред, тј. да им штети усидреност уз обалу, као и неповољан ветар. Те околности, па и журба, забуна, те отежано маневрисање због близине обале, довели су практично до расула. То је дало повода де Ројтеру да каже: „Изгледа, да пред Седам Провинција ипак имају још неког респекта.“
У општом метежу англо-француске флоте, енглески бродови су кренули ка северу а француски су покушавали да се извуку ка југоистоку. И једни и други су настојали да се што пре докопају пучине, пловећи уз саму обалу. Но тиме су се удаљавали једни од других. Тиме је де Ројтер успео у својој главној намери - раздвојио је савезничку флоту.
Холанђани су ово одмах искористили и свом снагом се бацили на северну одвојену групу коју су чинили енглески бродови. Адмирал де Ројтер је само мањи део крајње левог крила своје флоте која је улазила у залив у фронталној формацији упутио против француских бродова. Та брза одлука, донета на темељу новонасталог стања, показује велике способности адмирал де Ројтер јер је само мали део своје флоте поставио против француских снага, сматрајући да ће и те снаге бити довољне да неко време задрже бројчано јачег, али изненађеног противника. А то је време требало да се искористи да се главне холандске снаге баце на енглеске бродове и тако покуша на критичном сектору постигне одлучујућа премоћ. Развој догађаја потврдио је исправност његове процене јер је морао да притекне у помоћ претходници са којим се адмирал Корнелис Тромп, препуштајући се свом ватреном темпераменту, опет био упустио у засебну битку. О жестини борбе сведочи чињеница да је Тромп морао два пута да промени потпуно разрушени заставни брод, а када је видео де Ројтера, узвикнуо је: „Видите, момци, рекао сам вам већ, ту је Деда, а помогао нам је. Заиста никада га више ни ја напустити, докле год дишем!“
Огорчена артиљерисјка борба, која је повремено прелазила у абордажу, водила се до мрака. Већ у првим сатима борбе погинула су два команданта ескадра ~ енглески адмирал Едвард Монтагу и холандски вицеадмирал Јозеф ван Гент. Када су се флоте раздвојиле услед пада мрака, холандска флота је кренула у своје воде, док је енглеска флота остала у свом сидришту.
Енглези су изгубили четири линијска брода и имали су много оштећених, а Холанђани су изгубили два брода. Французи нису имали губитака јер се нису енергичније ангажовали у бици.

## Резултат
У овој бици, иако тактички нерешеној, Холанђани су постигли стратегијски успех, јер савезничка флота због задобијених оштећења није извесно време била у стању да оствари план за десант на холандску обалу.
Адмирал де Ројтер је доказао своју тактичку предност над надмоћним противником поново показавши да одлично процењује стуацију и одлучно прелази у акцију.